# Hiendelaencina
Hiendelaencina ist eine spanische Gemeinde in der Provinz Guadalajara der Autonomen Region Kastilien-La Mancha. Das Gebiet der Gemeinde ist 19,22 km². Das Dorf mit 110 Einwohnern (Stand: 2024) liegt auf einer Höhe von 1084 Metern über dem Meeresspiegel.

## Wappen
«In Silber ein grüne Steineiche auf schwarzen Felsen. Der Wappenschild ist von der Königskrone Spaniens bekrönt».